# Герценштейн, Соломон Маркович
Соломон Маркович Герценштейн (1854 или 1855 — 1894) — российский зоолог. Брат Г. М. Герценштейна.

## Биография
Источники сообщают, что родился он в 1854 году. Но Петербургский некрополь указывает дату рождения: 15 (27) марта 1855 года. 
Высшее образование получил на естественном отделении физико-математического факультета Санкт-Петербургского университета, которое окончил кандидатом в 1875 году.
С 1879 года был учёным хранителем Зоологического музея Академии наук по отделению ихтиологии. Как выдающемуся знатоку этой отрасли зоологии, Академия наук поручила ему разработку коллекций центрально-азиатских рыб, добытых экспедициями Пржевальского, Потанина, Певцова и Грум-Гржимайла. Результатом работы стали три тома «Научных результатов путешествий Пржевальского».
Состоял также ассистентом при зоологическом кабинете (1881—1889) и руководил практическими занятиями на Высших женских курсах (1886—1887). 
Совершил несколько поездок (в 1880, 1884 и 1887 гг.) с научной целью на Мурманский берег Кольского полуострова. Его фаунистические исследования, касающиеся моллюсков и рыб, отличавшихся, по отзывам современников, чрезвычайной добросовестностью и тщательностью отделки. Работа Герценштейна о фауне моллюсков Мурманского побережья Баренцева моря в конце XIX века представляла собой единственную обобщающую работу по моллюскам этого региона.
Умер в Санкт-Петербурге 7 (19) августа 1894 года. Был похоронен на Еврейском Преображенском кладбище.

## Публикации
- «Материал к фауне Мурманского берега и Белого моря» («Труды СПб. Общества Естествоиспытателей», 1885; вместе с Н. А. Варпаховским);
- «Заметки по ихтиологии бассейна реки Амура и прилежащих стран» (там же, 1887);
- «Научные результаты путешествий Н. М. Пржевальского. Рыбы» (вып. 1, 2 и 3, 1888—91 гг.) и несколько небольших ихтиологических статей.